# Первый конгресс Коммунистического интернационала
Первый (учредительный) конгресс Коммунистического интернационала проводился в Москве в марте 1919 года. 52 делегата от 35 партий и групп из 21 страны мира.

## Предпосылки проведения
В течение 1918 года в ряде стран Европы и мира возник ряд партий и групп, в той или иной степени поддерживавших концепцию большевиков. В связи с этим возникла необходимость в организационном оформлении нового международного движения.
В январе 1919 года в Москве по инициативе ЦК РКП(б) состоялось совещание представителей коммунистических партий России, Австрии, Венгрии, Польши, Финляндии, Балканской революционной социал-демократической федерации, на котором было принято обращение к 39 партиям и группам Европы, Азии и Америки с предложением принять участие в работе Учредительного конгресса нового Интернационала.

## Проведение I Конгресса
2 марта в Москве был открыт Первый съезд коммунистических и «левых» социал-демократических партий и групп.
4 марта съезд принял решение об учреждении Коммунистического интернационала. Точка зрения о преждевременности создания такого объединения по причине слабости коммунистического движения не нашла поддержку у участников съезда.
Были приняты тезисы о платформе Коминтерна (на основе докладов Г. Эберлейна и Н. Бухарина), тезисы о буржуазной демократии и о диктатуре пролетариата (на основе доклада В. Ленина). Эти основополагающие документы определяли целью новой организации установление диктатуры пролетариата в форме власти Советов депутатов трудящихся. Основным методом достижения этой задачи была названа классовая борьба, в том числе и путём вооружённого восстания.
В основе организационной структуры Коминтерна был положен принцип демократического централизма. Каждая из представленных в Интернационале партий имела право на полноценное представительство.
В решениях чётко обозначена необходимость борьбы со Вторым интернационалом как организации ревизионистов, а также необходимость откола от него революционных элементов.
Был образован Исполнительный комитет Коммунистического интернационала (Исполком Коминтерна, ИККИ). На первом съезде его состав постоянно менялся. Исполком Коминтерна разместился на Арбате по адресу Денежный переулок, 5. Для руководством работы ИККИ были образованы Бюро ИККИ (до проведения II конгресса Коминтерна выполняло функцию ИККИ) и Секретариат ИККИ.

## Последствия
Создание Коминтерна ещё больше обострило внутреннюю борьбу в социал-демократических партиях Европы и Америки, вызвавшую в них ряд расколов. Часть из отколовшихся групп присоединились к местным коммунистическим партиям, другие вступили в Коминтерн как самостоятельные секции. В итоге, за 1919 г. к Коминтерну, помимо 35 партий и групп, участвовавших в Учредительном конгрессе, присоединились: Итальянская социалистическая партия, Норвежская социал-демократическая рабочая партия, Шведский социал-демократический союз молодежи, Шведская социал-демократическая партия, Болгарская социал-демократическая партия тесняков, Коммунистическая рабочая партия Польши, 2 коммунистические партии США, Коммунистическая партия Восточной Галиции, Британская социалистическая партия
I конгресс Коминтерна поставил на повестку дня вопрос об осуществлении революций в развитых западноевропейских странах. В воззвании Исполкома Коминтерна (далее ИККИ) даже указывались конкретные временные рамки выполнения данной задачи: «Не пройдет и года, как вся Европа будет советской». Лидер Коминтерна Г. Е. Зиновьев, также указывал, что в ближайший год «вся Европа будет коммунистической». В схожем тоне высказывались ряд зарубежных делегатов I конгресса: «Волна коммунистической революции зародилась на Востоке и неудержимо рвется на Запад»; «Северный ветер из России скоро очистит политический горизонт Западной Европы от болотных испарений социал-патриотов». Члены РКП(б) Д.З. Мануильский и И.Ф. Арманд (псевдоним – Е. Блонина) в своих статьях оптимистично высказывались в отношении революции во Франции: «Французская революция не за горами»; «Франция сейчас уже накануне революции – это можно сказать с уверенностью».

## Список делегатов конгресса
С правом решающего голоса:

В.И. Ленин среди делегатов первого конгресса Коммунистического интернационала в Москве

- Австрия: Карл Штейнхардт и Карл Петин от КПА (3 голоса).
- Армения: Гурген Айкуни от КПА (1 голос).
- Болгария: Христиан Раковский от БРСДФ (БРСДП(т.с.) и КПР) (3 голоса).
- Германия: Гуго Эберлейн от КПГ (5 голосов).
- Венгрия: Эндре Руднянский от КПВ (3 голоса).
- Латвия: Карл Гайлис от КПЛ (1 голос).
- Литва и Белоруссия: Казимир Гедрис от КП(б)ЛиБ (1 голос).
- Норвегия: Эмиль Штанг от НРП (3 голоса).
- Польша: Иосиф Уншлихт от КПП (3 голоса).
- РСФСР: Владимир Ленин, Лев Троцкий, Георгий Чичерин, Николай Бухарин, Григорий Зиновьев, Иосиф Сталин от РКП(б) (5 голосов); Густав Клингер от Союза немцев-социалистов Поволожья (1 голос); Газиз Ялымов, Хусаин Бекентаев, Магомед Альтимиров, Бурхан Мансуров, Касим Касимов от Объединённой группы восточных народов России (1 голос).
- США: Борис Райнштейн от СРПА (5 голосов).
- Швейцария: Фриц Платтен от оппозиции в СДПШ (3 голоса).
- Швеция: Отто Гримлунд от Левой социал-демократической партии Швеции (3 голоса).
- Финляндия: Юрьё Сирола, Куллерво Маннер, Отто Куусинен, Юкка Рахья, Эйно Рахья от КПФ (3 голоса).
- Франция: Анри Гильбо от французской циммервальдистской левой (1 голос).
- Украина: Николай Скрипник и Серафима Гопнер от КП(б)У (3 голоса).
- Эстония: Ханс Пегельман от КПЭ (1 голос).

С правом совещательного голоса:
- РСФСР: Анжелика Балабанова от Циммервальдского комитета; Ян Берзинь[источник не указан 3076 дней], Вацлав Воровский, Валериан Осинский от РКП(б);
- Чехословакия: Ярослав Гандлирж от чешских коммунистических групп.
- Болгария: Стоян Джоров от болгарских коммунистических групп.
- Югославия: Илия Милкич от югославских коммунистических групп.
- Великобритания: Йозеф Файнеберг от британских коммунистических групп.
- Франция: Жак Садуль от французских коммунистических групп.
- Голландия: Себальд Рутгерс от СДПГ/АЛСП.
- Швейцария: Леони Кашер от швейцарских коммунистических групп.
  - Секция Центрального бюро восточных народов:
- Турция: Мустафа Суфи.
- Грузия: Тенгиз Жгенти.
- Азербайджан: Мир Джафар Багиров
- Персия: Мирза Давуд Гусейнов.
- Китай: Лю Шаочжу, Чжан Юнкуй от КСРП.
- Корея: Кан Сан Джу от Корейского рабочего союза.